# Дружный (Ставропольский край)
Дру́жный — посёлок в Ипатовском районе (городском округе) Ставропольского края России.

## География
Расстояние до краевого центра: 117 км. Расстояние до районного центра: 18 км.

## История
В соответствии с Указом Президиума Верховного Совета РСФСР от 21 сентября 1964 года посёлок Вторая ферма совхоза «Винодельненский» переименован в посёлок Дружный.
До 1 мая 2017 года находился в составе сельского поселения Винодельненский сельсовет.

## Население
| 1989 | 2002 | 2010 | 2014 | 2021 | 2023 |
| ---- | ---- | ---- | ---- | ---- | ---- |
| 194  | ↘156 | ↘105 | ↘100 | ↘71  | →71  |

По данным переписи 2002 года, 74 % населения — русские.

## Инфраструктура
Уличная сеть посёлка состоит из 4-х улиц: Николая Мельника, Новой, Северной, Юбилейной и Южной. В 200 метрах к югу от Дружного находится общественное открытое кладбище площадью 7000 м².
Посёлок газифицирован в рамках программы «Газификация регионов Российской Федерации».